# Ноан-ан-Грасе
Ноан-ан-Грасе́ (фр. Nohant-en-Graçay) — коммуна во Франции, находится в регионе Центр. Департамент — Шер. Входит в состав кантона Грасе. Округ коммуны — Вьерзон.
Код INSEE коммуны — 18167.
Коммуна расположена приблизительно в 195 км к югу от Парижа, в 85 км южнее Орлеана, в 39 км к западу от Буржа.

## Население
Население коммуны на 2008 год составляло 317 человек.
| 1962 | 1968 | 1975 | 1982 | 1990 | 1999 | 2008 |
| ---- | ---- | ---- | ---- | ---- | ---- | ---- |
| 369  | 398  | 370  | 318  | 296  | 306  | 317  |

## Экономика
В 2007 году среди 185 человек в трудоспособном возрасте (15-64 лет) 125 были экономически активными, 60 — неактивными (показатель активности — 67,6 %, в 1999 году было 67,0 %). Из 125 активных работали 118 человек (64 мужчины и 54 женщины), безработных было 7 (5 мужчин и 2 женщины). Среди 60 неактивных 7 человек были учениками или студентами, 34 — пенсионерами, 19 были неактивными по другим причинам.

## Достопримечательности
- Церковь Сен-Мартен[фр.] (XII век). Исторический памятник с 1921 года[3]
- Дом Зюльма Карро
- Замок Шен (XVIII год)